# آتش‌سوزی نیوکراس
آتش‌سوزی نیوکراس (یکشنبه ۱۸ ژانویه ۱۹۸۱) یک حریق ویرانگر خانگی بود که بر اثر آن ۱۳ جوان سیاه‌پوست جان خود را از دست دادند. این رویداد در خلال یک جشن تولد در نیوکراس واقع در حنوب‌شرق لندن اتفاق افتاد. حادثه آتش‌سوزی نیوکراس رابطه پلیس بریتانیا و شهروندان سیاه‌پوست این کشور را تیره ساخته است. 